# Theodore, Alabama
Theodore är en ort (CDP) i Mobile County, i delstaten Alabama, USA. Enligt United States Census Bureau har orten en folkmängd på 6 130 invånare (2010) och en landarea på 20,7 km².